# QW Близнецов
QW Близнецов (лат. QW Geminorum), HD 264672 — тройная звезда в созвездии Близнецов на расстоянии приблизительно 709 световых лет (около 217 парсек) от Солнца. Возраст звезды определён как около 4,017 млрд лет.
Пара первого и второго компонентов — двойная затменная переменная звезда типа W Большой Медведицы (EW)*. Видимая звёздная величина звезды — от +10,73m до +10,34m. Орбитальный период — около 0,3581 суток (8,5949 часа).

## Характеристики
Первый компонент (WDS J06508+2927Aa) — жёлто-белая звезда спектрального класса F8V, или G0. Масса — около 1,3 солнечной, радиус — около 1,24 солнечного, светимость — около 1,976 солнечной. Эффективная температура — около 6200 К.
Второй компонент (WDS J06508+2927Ab) — жёлто-белая звезда спектрального класса F. Масса — около 0,44 солнечной, радиус — около 0,76 солнечного, светимость — около 0,787 солнечной. Эффективная температура — около 6370 К.
Третий компонент (TYC 1906-398-2) — оранжевый гигант спектрального класса K. Видимая звёздная величина звезды — +11,9m. Радиус — около 26,62 солнечных, светимость — около 226,965 солнечных. Эффективная температура — около 4342 К. Удалён на 6,6 угловых секунды.

## Планетная система
В 2019 году учёными, анализирующими данные проектов HIPPARCOS и Gaia, у звезды обнаружена планета.